# Palestina (canton)
Pour les articles homonymes, voir Palestina.
Palestina est un canton d'Équateur situé dans la province de Guayas.